# Bohuslav Anděra
Bohuslav Anděra (24. ledna 1901 – ) byl český meziválečný fotbalista, záložník.

## Fotbalová kariéra
V československé lize hrál za Nuselský SK. Nastoupil ve ligovém utkání proti SK Čechie Karlín.

## Ligová bilance
| Ročník              | Zápasy | Góly | Klub        |
| ------------------- | ------ | ---- | ----------- |
| Asociační liga 1925 | 1      | 0    | Nuselský SK |
| CELKEM              | 1      | 0    |             |